# Charles Cousin Montauban, Conde de Palikao
Charles Guillaume Marie Appollinaire Antoine Cousin Montauban (Paris, 24 de Junho de 1796 — Versalhes, 8 de Janeiro de 1878) foi um político francês.
Ocupou o cargo de primeiro-ministro da França de 9 de Agosto de 1870 a 4 de Setembro de 1870.